# Una teoria della giustizia
Una teoria della giustizia (titolo originale in lingua inglese: A Theory of Justice) è un saggio di filosofia politica ed etica del filosofo statunitense John Rawls. Uscito dapprima nel 1971, fu rivisto sia nel 1975 (per le edizioni tradotte) che nel 1999. La prima edizione in lingua italiana risale al 1982; una nuova edizione in lingua italiana è apparsa nel 2008.
Una teoria della giustizia è la più nota opera di Rawls. Questo saggio rappresenta un paradigma imprescindibile nella ricerca filosofica contemporanea ed è pertanto considerata una delle opere di filosofia politica più importanti del Novecento.

## La giustizia distributiva
Con Una teoria della giustizia Rawls tenta di superare la dottrina filosofica dell'utilitarismo, cioè, l'idea secondo la quale una società giusta debba perseguire il maggior benessere possibile per il maggior numero di persone. Per Rawls la posizione utilitaristica tende a sacrificare gli interessi della minoranza. Sposando una versione egualitaria del liberalismo tradizionale, la concezione di giustizia rawlsiana si basa sull'idea che tutti i beni sociali principali devono essere distribuiti in modo eguale, ed una distribuzione eguale può esserci solo se avvantaggia i più svantaggiati. Rawls utilizza due argomenti a sostegno delle sue idee. Con il primo argomento contrappone la sua teoria alla teoria dell'uguaglianza delle opportunità; il secondo argomento è quello del contratto sociale.
Secondo Rawls, in una società che si fonda sull'uguaglianza delle opportunità, le disuguaglianze di reddito sono giuste perché legate alle capacità ed i meriti di ogni singolo individuo. Egli non critica queste disuguaglianze ma le disuguaglianze immeritate. Nascere ricchi o poveri non è un merito, nascere intelligenti o handicappati non è un merito, si tratta solo di essere più fortunati o meno. Rawls critica la teoria delle pari opportunità perché non tiene conto delle disuguaglianze legate ai talenti naturali di ogni uomo, disuguaglianze immeritate perché arbitrarie.
Egli ritiene che una giustizia distributiva equa debba tener conto delle disuguaglianze immeritate e creare un sistema dove i meno avvantaggiati possano ottenere il massimo possibile.
Per creare una giustizia distributiva equa, Rawls utilizza, reinterpretandolo, lo strumento del contratto sociale, già utilizzato dal giusnaturalismo seicentesco.

## La posizione originaria
Rawls riprende i temi dei classici Hobbes, Locke, Kant, Rousseau e Mill con uno stile asciutto e accademico, che supera il formalismo della filosofia politica anglosassone moderna, riavvicinandola ai temi del dibattito pubblico degli anni Settanta.
Con il contratto sociale si ipotizza una situazione pre-sociale dove ogni individuo, chiamato a stabilire i principi di giustizia che dovranno governare la sua costituenda società, e le leggi fondamentali di essa, si trovi in una "posizione originaria", nell'incapacità cioè di conoscere e prevedere quale sarà il suo posto nella società - se sarà ricco o povero, se sarà intelligente o meno, eccetera - il celebre "velo dell'ignoranza".
Ebbene, in condizioni simili, sostiene Rawls, anche se fossero totalmente disinteressate le une rispetto alla sorte propria e delle altre, le parti sarebbero costrette dalla situazione a scegliere due determinati principi di giustizia. Il primo: ogni persona ha un uguale diritto alla più estesa libertà fondamentale, compatibilmente con una simile libertà per gli altri. Il secondo: le ineguaglianze economiche e sociali sono ammissibili soltanto se sono per il beneficio dei meno avvantaggiati. Quest'ultima affermazione è alla base del principio di differenza.
Va notato che la "posizione originaria" non corrisponde allo "stato di natura" del contrattualismo moderno, immaginato come un ipotetico periodo storico precedente il patto sociale. Un'altra differenza con il contrattualismo di Kant, Locke e Hobbes, è che esso serviva per giustificare il potere e chi lo deteneva. Il neo-contrattualismo di Rawls invece ha come fine quello di delineare una società equa e giusta.
Rawls si differenzia da questo espediente teorico in quanto non "storicizza" la situazione degli individui al di fuori della società, ma opera un processo di "astrazione" nei confronti della società attuale, "spogliando" ogni individuo della propria identità economico-sociale.

## L'argomento intuitivo
L'argomento intuitivo a favore della teoria della giustizia come equità viene presentato da Rawls nel secondo capitolo di "Una teoria della Giustizia"; l'argomento intuitivo riguarda sostanzialmente il secondo principio della teoria, quello di differenza, che mira a modellare una distribuzione giusta di risorse, una volta garantita, con il primo principio, l'ascrizione delle eguali libertà fondamentali a ciascuno.
Libertà ed eguaglianza non sono valori confliggenti, l'equità distributiva mira anzi a rendere eguale il diseguale valore delle eguali libertà. 
Il sistema della libertà naturale - contestato da Rawls - lascia che le dotazioni moralmente arbitrarie trasferiscano o scarichino con i loro effetti l'arbitrarietà morale sugli esiti distributivi. Questo è incoerente con gli scopi di una teoria della giustizia sociale che è centrata sul valore della scelta individuale e collettiva.
Non è accettabile che istituzioni politiche e pratiche sociali sanzionino con il loro assetto e con il loro funzionamento l'arbitrarietà morale della sorte naturale e sociale. Anche la proposta dell'eguaglianza liberale, centrata sull'eguaglianza delle opportunità, è da ritenere insufficiente sulla base dell'argomento intuitivo di Rawls; il principio di efficienza (che risale a Vilfredo Pareto) è da rimpiazzare con il principio di differenza, specificando l'interpretazione dell'eguaglianza democratica: la priorità è data al punto di vista di chi è più svantaggiato nella distribuzione delle dotazioni iniziali, naturali e sociali.
Si esprime così una “fraternità democratica”, basata su un'idea di reciprocità o solidarietà di cittadinanza.  Solo sullo sfondo di istituzioni modellate dal principio di libertà e dal principio di differenza è possibile che una società superi il test della giustificazione etica per chi vi ha una vita, con gli altri, da vivere.
Con l'idea di accettabilità unanime si tiene presente la procedura che dà la precedenza a coloro per i quali lo schema di cooperazione è meno accettabile: solo se l'accettazione è ottenuta da chi è più svantaggiato è possibile proseguire con il test sino a pervenire a chi è più avvantaggiato.
Una società giusta è quindi uno schema di cooperazione stabile nel tempo e modellato da un principio base di reciprocità di cittadinanza.

## L'argomento analitico
L'argomento analitico a favore dei due principi di giustizia fa ricorso ad una prospettiva propriamente contrattualistica: i principi di giustizia della concezione rawlsiana devono poter essere oggetto di scelta collettiva unanime da parte di individui che si trovino in una situazione iniziale del tipo della posizione originaria.
Perché sia possibile pervenire a una scelta unanime dei principi di giustizia, è necessario mettere a tacere i nostri interessi e le nostre preferenze personali: la posizione originaria, con il suo velo d’ignoranza, è l'efficace artificio espositivo che mira a ottenere ciò.
Fatti contingenti e particolari devono essere neutralizzati per pervenire al mutuo accordo su quanto è collettivamente giusto, e il mutuo accordo deve dipendere dalla mera razionalità delle parti coinvolte nella procedura di convergenza; la giustizia sociale richiede perciò la virtù dell'imparzialità  (secondo Rawls gli utilitaristi - specialmente quelli "della regola" come John Harsanyi, confondono l'impersonalità con l'imparzialità).
Il velo d'ignoranza, vincolando l'informazione sui fatti particolari, ci induce a valutare comunque impersonalmente i principi di giustizia per regolare la cooperazione nel tempo. La teoria del contratto di Rawls non è una teoria della contrattazione; nella posizione originaria sono da escludere ricorsi a razionalità strategiche per determinare esiti di giustizia.
Le parti non dispongono di informazioni in termini di probabilità soggettiva, sanno di poter essere chiunque nella società, ma non sanno quale probabilità hanno di essere in una qualsiasi delle posizioni rilevanti nella società; il velo d’ignoranza di Rawls è più spesso e fitto di quello richiesto dall'utilitarismo "della preferenza".
Rawls ritiene che sia razionale che le parti in posizione originaria scelgano principi che le assicurino contro il rischio o contro i peggiori esiti della lotteria naturale e sociale. Rawls introduce un'analogia con la regola di scelta del "maximin": le parti scelgono il massimo dei minimi. Al buio sulla nostra sorte sociale è naturale che scegliamo quella distribuzione in cui è migliore la condizione di chi sta peggio. Così una società giusta è una società che mira a migliorare prioritariamente le posizioni relative dei gruppi svantaggiati nella distribuzione di beni sociali primari.

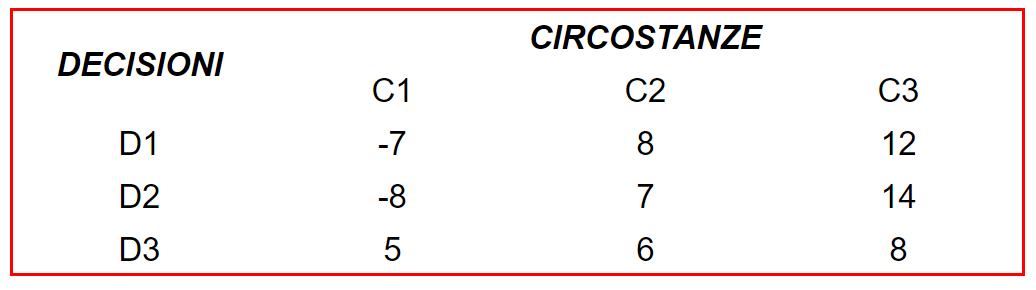
L'esempio fatto da Rawls nel libro per spiegare il funzionamento di maximin. Date tre possibili circostanze che possono accadere (non sappiamo quale di queste accadrà) possiamo prendere tre possibili decisioni che comporteranno un guadagno o una perdita rappresentati dai numeri in tabella. La scelta migliore in accordo con tale principio è quella dell'ultima riga in quanto nella circostanza peggiore (C1) si ha il valore più alto (5).

Il contrattualismo come teoria della giustizia si presenta come una proposta di teoria politica normativa centrata sull'egualitarismo democratico.
A differenza dell'utilitarismo che è dottrina morale comprensiva, quella di Rawls è una prospettiva basata sui valori politici fondamentali di una società giusta.

## Ricezione
Secondo Sebastiano Maffettone, curatore dell'edizione italiana, Rawls elaborò un concetto di giustizia distributiva del tutto nuovo rispetto alla filosofia antica e moderna.
Le ricadute accademiche furono così numerose che è impossibile recensire una bibliografia onnicomprensiva dell'argomento.

### Critiche
In molti concordano con la teoria di Rawls (come fa sostanzialmente anche Amartya Sen), ma, come per tutte le teorie filosofiche, non mancano le critiche (soprattutto dei sostenitori del libertarianismo politico ed economico, come Milton Friedman e Robert Nozick). Tuttavia, Rawls ha dato uno dei maggiori contributi alla filosofia politica del XX secolo; lo dimostra il fatto che il suo grande rivale, Robert Nozick, ha ammesso che dopo Rawls i filosofi dovranno necessariamente confrontarsi con la sua teoria.